# Plaistow (New Hampshire)
Plaistow – miasto w Stanach Zjednoczonych, w stanie New Hampshire, w hrabstwie Rockingham.